# Bullpen Catcher
Der Bullpen Catcher ist ein Mitglied des Teams einer Baseballmannschaft. Die Person, oft ein ehemaliger Profispieler, fängt den Ball für die Relief Pitcher, die sich vor dem Spiel aufwärmen und für die Starting Pitcher vor Spielbeginn. Ein Bullpen Catcher unterscheidet sich von einem normalen Catcher, da er als Trainer und nicht als Spieler gilt und daher bei einem offiziellen Spiel nicht hinter der Home Plate stehen kann.

## Geschichte
Die Aufgaben des Bullpen Catchers sind älter als der Trainerstab selbst. Viele Jahrzehnte lang war es für Baseballteams üblich, drei Fänger aufzustellen. Der dritte Fänger kam in der Regel nicht oft zum Einsatz und war in erster Linie dafür zuständig, den Pitchern beim Aufwärmen in der Bullpen zu helfen. In den 1980er Jahren begannen die Teams, den dritten Fänger aus ihrem Kader zu streichen, um den Platz für einen weiteren Spieler frei zu machen. Die Aufgaben des Bullpen Catchers wurden allmählich auf eine neue Position im Trainerstab statt auf den aktiven Kader verlagert. Die Tatsache, dass ein Teammitglied ausschließlich für das Bullpen Catching zuständig war, ermöglichte es dem Team, sich in diesem Bereich zu spezialisieren. Dieser Wandel wurde auf den finanziellen Aufschwung der Major League Baseball in den 1980er Jahren zurückgeführt.
Gary Waits war der erste Vollzeit-Bullpen-Catcher in der Major League Baseball, der 1970 von den Cincinnati Reds eingestellt wurde und bis 1978 im Team blieb.
Der Bullpen Catcher wurde früher als Einstiegsposition für Trainer angesehen, die auf höher bezahlte Positionen im Team aufsteigen wollten. In den 2000er Jahren begannen die Teams, diese Position mehr zu schätzen und die Arbeitszeit eines Bullpen Catchers wurde verlängert. Mike Borzello war 11 Jahre lang Catcher in der Bullpen der New York Yankees und wurde für den Erfolg des berühmten Relievers Mariano Rivera verantwortlich gemacht. Eli Whiteside war als normaler Catcher für die San Francisco Giants aktiv. Nach seinem Ausscheiden im Jahr 2015 aus dem aktiven Kader wurde er zum Bullpen Catcher des Teams.